# Alou Diarra
Alou Diarra, född 15 juli 1981 i Villepinte i Seine-Saint-Denis, är en fransk före detta fotbollsspelare (mittfältare).

## Klubblagskarriär

### Liverpool
Sommaren 2002 signerade Diarra ett femårskontrakt med engelska Liverpool FC. Fransmannen fick dock aldrig chansen att spela i laget. Istället lånades han ut till två franska division 2-lag, först till Le Havre AC och sedan till SC Bastia. I juli 2004 återvände Diarra till Liverpool, men flyttade kort efter till franska RC Lens.

### RC Lens
Diarra var en ordinarie spelare i franska division 1-laget RC Lens. Under åren i Lens debuterade han även i det franska fotbollslandslaget. Han var bland annat med i den trupp som spelade i VM 2006 i Tyskland. Efter VM ryktades det om att Diarra skulle flytta till italienska AS Roma, men han skrev istället på för Lyon.

### Bordeaux
Diarra lyckades aldrig bli en ordinarie spelare i Lyon, 2007 flyttade han därför till Bordeaux. Fransmannen debuterade för sitt nya lag i en match mot Lens då han spelade i 90 minuter. Sitt första mål för klubben gjorde han den 29 augusti 2007 mot FC Metz.

## Landslagskarriär
Diarra debuterade i det franska landslaget 2004 och var med i truppen under VM 2006 där Frankrike tog silver.